# مدولاسیون کیوآام
در مدولاسیون MPSK اختلاف فقط در فاز پالس‌ها است و در مدولاسیون MASK اختلاف فقط در دامنه پالس‌ها است ولی درمدولاسیونMQAM اختلاف در فاز و دامنه پالس‌ها است.
لازم است ذکر شود که M=۲ پالس‌ها و لذا سیگنال متشکل از آن‌ها را می‌توان به دو مؤلفه سینوسی- کسینوسی تجزیه کرد یعنی در این حالت هم سیگنال نظیر دو مدولاسیون DSB است یکی باCosWctو دیگری باSinWct به این دلیل به آن مدولاسیون کیوآام گفته می‌شود.
مدولاسیون MQAM همان‌طور که گفته شد دارای دو حامل (ابهام‌زدایی) می‌باشد که یکی دقیقاً با °۹۰ درجه اختلاف فاز نسبت به دیگری وجود دارد.
مدولاسیون MQAM دارای عرض باند T/۲ می‌باشد و برای آشکار سازی کافی است همبستگی با دو مؤلفه سینوسی و کسینوسی محاسبه شود.

## مودم QAM
یک سیستم مخابراتی به صورت عموم دیتا می‌گیرد و بعد از انجام برخی از پردازش‌ها و تبدیل فرکانسی دیتا را می‌فرستد و همین عمل را به صورت معکوس در گیرنده انجام می‌دهد. بلوک دیاگرام یک سیستم QAM در شکل نشان داده شده‌است.
در یک سیستم مخابراتی دیجیتال سیگنال‌های ورودی به مودم یک رشته سیگنال از یک منبع دیجیتال یا یک کد گذار کانال. اگر هر چند هم که سیگنال ورودی به مودم به وسیلهٔ یک منبع آنالوگ تولید شده باشد، باید قبل از قرار گرفتن در جایگاه نمونه‌برداری به پهنای باند B محدود شود. طبق قضیه نایکوئیست حتماً فرکانس نمونه برداری باید دو برابر پهنای باند باشد fs>=۲B.
به عنوان مثال بیشترین انرژی یک سیگنال صدا در فرکانس زیر۴KHz متمرکز شده و از این رو سیگنال‌های صحبت به‌طور نوعی دارای یک فیلتر پایین گذر با پهنای باند۴KHz هستند و این یک سرعت نمونه برداری برای فرکانس۸KHz یا بالاتر را طلب می‌کند. لازم است ذکر شود که اغلب سیستم‌های مخابراتی برای انتقال صدا از سرعت نمونه برداری برای فرکانس۸KHzاستفاده می‌کنند.
بعد از این مقدمه ما به شرح هر یک از بلوک‌های به کاررفته در یک مودمQAM می‌پردازیم:

## مبدل آنالوگ به دیجیتال
مبدل آنالوگ به دیجیتال ((ADC سیگنال با باند محدود را به منظور انتقال و عمل دیجیتال کردن آن می‌گیرد و هر سطح کوانتیزاسیون آنالوگ را در هر بار نمونه‌برداری به یک سطح کوانتیزاسیون مجزا تبدیل می‌کند.
به عنوان مثال در یک مبدل آنالوگ به دیجیتال ۸ بیتی به ازای هر سطح کوانتیزاسیون جدا شده یک پاسخ باینری ۸ بیتی در خروجی داریم. نمودار زیر بیانگر نوع عملیات در یک ADC می‌باشد:
تصویر فوق امواج ورودی و خروجی به ADC نشان می‌دهد.
اختلاف بین سیستم‌های مخابراتی دیجیتال و اغلب سیستم‌های مخابراتی آنالوگ سنتی در بکارگیری تکنیک انتقال سیگنال می‌باشد. در یک رادیو آنالوگ سیگنال فرستاده شده به صورت مستقیم مدوله شده و اغلب با ضرب ساده با Carrier حمل می‌شود. در طرف دیگر سیستم‌های دیجیتال بیشتر از مدولاسیون همبستگی استفاده می‌کنند که می‌تواند دیتای ورودی را با کیفیت خوب بر روی Carrier نگاشت می‌کند. با وجود پیچیدگی سیستم دیجیتال استفاده از تکنیک دیجیتال به این علت است که لینک دیجیتال می‌تواند سیگنال پردازش شده را با خطای کمتری تحویل دهد در حالیکه در سیستم آنالوگ به دلیل وجود همیشگی نویزهای گوسی در وسائل و تجهیزات شاهد افت اطلاعات هستیم.

## Mapping
در عمل Mapping بیتهای اطلاعات بر روی رشته‌های مدوله شده با کاریرهای I وQ قرار دارند و نقش اساسی در تعیین مشخصات یک مودم را بازی می‌کنند.
Mapping می‌تواند به وسیله یک دیاگرام که دیاگرام فضای حالت نامیده می‌شود نشان داده شود. یک چنین دیاگرامی از از یک منحنی دو بعدی حاصل می‌شود که دامنه‌های لول‌های IوQ در هر یک از نقاط منحنی مشخص شده باشد. برای یک مدولاسیون دامنه باینری ساده دیاگرام آن دارای دو نقطه می‌باشد که هر دو در طرف مثبت محور Xها قرار دارد.
دامنه منفی در اصل نشان می‌دهد که در انتقال یک سیگنال یک شیفت فازی به اندازه ۱۸۰ درجه انجام شده‌است. نقاطی که در روی دیاگرام شیفت فازی پیدا می‌کنند می‌توانند برای ما این نکته را توصیف کنند که این نقاط هم دارای فاز و هم دارای دامنه می‌باشند که دامنه نشان دهنده خاصیت مغناطیسی Carrier فرستاده شده می‌باشد و فاز نشان دهنده شیفت فازی از کاریر نسبت داده شده به اسیلاتور محلی در فرستنده می‌باشد. در این دیاگرام مؤلفه‌های (Inphase) Iو Q(Quadrature) به ترتیب در روی دو محور XوY قرار دارند. و در یک دیاگرام مربعی ۱۶QAM که در شکل زیر نشان داده شده‌است هر نقطه با یک سمبل ۴ بیتی نشان داده شده‌است:
شکل فوق دیاگرام فضای حالت ۱۶QAM می‌باشد.
که شامل بیتهای هم فازi۱و i۲ و بیتهای تربیعیq۱وq۲می‌باشد که به منظور ترکیب i۱و i۲ و q۱وq۲ در میان آن‌ها قرار داده شده‌است.
مولفه‌های IوQ موجود در ربع چهارم به وسیلهٔ بیتهای ۰۱ و ۰۰ و ۱۰ و۱۱ کدبندی‌گری شده‌اند و لول‌های آن‌ها نیز به ترتیب d۳ وd و-d وd۳- می‌باشد.
محاسبه مقدار متوسط انرژی در چنین دیاگرامی به صورت زیر می‌باشد:
هر شکل‌دهی دیگری برای ۱۶QAM که مانند دیاگرام بالا نباشد باعث افت انرژی می‌شود؛ بنابراین ما ادعا می‌کنیم که یک انرژی نویز پایدار برای نسبت سیگنال به نویز لازم است تا به همان سرعت خطای بیت (BER) که بالا نیز خواهد بود برسیم.
فاصله Hamming بین هر دو نقطه در بیتهای Mapping برای آن نقاط متفاوت است، بنابراین نقاطی که به صورت ۰۱۰۱ و ۰۱۱۱ نمایش داده شده‌اند یک فاصله Hamming از ۱ و نقاطی که به صورت ۰۱۰۱ و ۰۰۱۱ نمایش داده شده‌اند دارای چنین فاصله ای از ۲ می‌باشد.
هر زمانی که فازور انتقال داده شده توسط نویز دچار آسیب گردد، این کد گذاری گری می‌باشد که این تخریب را به اندازه کافی فراهم می‌کند که در نتیجه این عمل به غلط به عنوان یک نقطه فضای حالت مجاور مشخص می‌شود که بعداً این دمدولاتور می‌باشد که یک فازور با یک خطای بیت را انتخاب می‌کند، این امر احتمال خطا را کاهش می‌دهد.
به دلیل انتقال‌های فوری و لحظه ای در حوزه زمان، رشته I دارای پهنای باند بینهایت می‌باشد و از اینرو به یک کانال با پهنای باند زیاد نیاز خواهد داشت. مؤلفه Q دارای زمان و حوزه فرکا نسی مشابه می‌باشد. این سیگنال‌ها باید قبل از انتقال به منظور دربر گرفتن طیفی در محدوده باند محدود، محدود شوند و بنابراین به حداقل رساندن تداخل توسط سایر سیستم‌ها و استفاده کننده‌ها منجر به تقسیم طیف می‌شود.

### بخش Filtering
یک فیلتر پایین گذر خطی ایدال با فرکانس قطع fN= fs/ ۲ که در آن fs= ۱/ T، فرکانس سیگنالینگ می‌باشد و T دوره تناوب سیگنال و fN فرکانس نایکوئیست می‌باشد که همه اطلاعات عات حمل شده به وسیلهٔ مؤلفه‌های تربیعی IوQ که در داخل یک باند فرکانسی محدود قرار دارند را نگه می‌دارد.
یک تابع انتقال ایدئال برای یک فیلتر پایین گذر به مشخصه‌های نایکوئیست آن بستگی دارد که در شکل زیر نشان داده شده‌است:
نمودار فوق نمایشگر مشخصه فیلتر نایکوئیست ایدئال با پاسخ ضربه بدون مؤسسه اطلاعات علمی می‌باشد.
معمولاً به صورت قراردادی از فیلترهای پایین گذر باترورث، چبی شف یا چبی شف معکوس استفاده می‌شود؛ که دارای پاسخ ضربه بر روی مقدار صفر می‌باشند. استفاده از این فیلترها همچنین باعث می‌شود سرعت خطای بیت(BER) کاهش پیدا کند.
در نظریه اساسی نایکوئیست اشاره شده‌است به اینکه فیلترهای شکل‌دهی پالس باید به گونه ای گسترش پیدا کنند که راه‌های انتقال، به انضمام کانال، در هنگام سیگنالینگ دارای پاسخ ضربه ای با مقدار واحد باشند و در بقیه شرایط نمونه برداری دارای مقدار صفر باشند.
هر تقارن فرد در حوزه فرکانسی مشخص در دامنه یک فیلتر پایین گذر ایدئال به گونه ای می‌باشد که به عنوان یک پاسخ ضربه در نظر گرفته می‌شود و بنابراین مؤسسه اطلاعات علمی در آن تأثیری ندارد.

### فیلتر FIR
فیلتر FIR (Finit Impulse Response) به معنای فیلتر با پاسخ ضربه محدود می‌باشد. به این دلیل می‌گوییم محدود که ما در این فیلتر شاهد هیچ گونه فید بکی در داخل فیلتر نیستیم.
در مودم QAM از فیلتر rised cosine FIR بر سر راه دو مؤلفه I و Q استفاده می‌شود و این به دلیل آن است که رشته‌های دیتا قبل از مدوله شدن بر روی حامل‌های تربیعی قرار گیرند. وقتی که این رشته‌های دیتا از یک کانال باند محدود عبور می‌کنند تحمل پالس‌های مستطیلی از تا ثیر پذیری پراکندگی پالس‌های زمانی افزایش یافته و باعث نگهداری این پالس‌ها از تداخل با یک پالس دیگر می‌شود. این شکل‌دهی به پالس در فیلتر باعث از بین بردن isi در فاصله نمونه برداری می‌شود.

### بخش مدولاسیون
سیگنال‌های آنالوگ تولید شده و فیلتر شدهٔ IوQ که توسط مدولاتور I-Q مدوله شده‌اند در شکل مربوط به مودم QAM نشان داده شده‌اند. مدولاتور به‌طور اساسی دارای دو میکسر می‌باشد یکی برای کانال I و دیگری برای کانال Q. کانال I با یک سیگنال IF که هم فاز با کاریر می‌باشد ترکیب شده‌است و این در حالیست که کانال Qبا ۹۰ درجه اختلاف فاز با یک سیگنال IF همراه شده‌است. این امر به هر دو سیگنال این امکان را می‌دهد که با استفاده از یک کاریر تربیعی از روی کانالی در محدوده باند مشابه عبور داده شوند.